# Miroslav Krejča
Miroslav Krejča (* 21. února 1956 Písek) je český politik, v letech 2008 až 2014 senátor za obvod č. 12 – Strakonice, od roku 1998 zastupitel města Písku, bývalý člen ČSSD a v letech 2006 až 2009 rektor VŠTE v Českých Budějovicích.

## Život
Maturoval na Střední průmyslové škole stavební ve Volyni, po maturitě pracoval v Pozemním stavbách v Českých Budějovicích a poté nastoupil základní vojenskou službu, po jejímž absolvováním pracoval několik let v Mělníku. Nastoupil na ČVUT v Praze, kde studoval obor vodní stavby a vodní hospodářství na stavební fakultě. Po absolutoriu odešel opět do praxe, ale po roce se na školu vrátil jako odborný asistent.
Po vzniku okresních úřadů změnil profesní působiště a věnoval se životnímu prostředí v Písku. Po několika letech přešel na pedagogickou dráhu, vyučoval totiž na střední škole odborné předměty. Musel si proto dodělat pedagogické minimum na Masarykově ústavu vyšších studií.
V letech 2006 až 2009 pracoval jako rektor na VŠTE. Z funkce byl odvolán tři týdny po své inauguraci do Senátu PČR, akademický senát navrhl jeho odvolání 7. listopadu 2008 údajně z důvodů nekompetentního řízení školy.
Vyučuje na Vyšší odborné škole stavební a Střední průmyslové škole v Praze, Dušní 17.
S manželkou Janou má dvě děti.

## Politická kariéra
Od roku 1998 je zastupitelem města Písek a v letech 2000 až 2008 vykonával funkci zastupitele Jihočeského kraje.
V roce 2008 se rozhodl kandidovat do senátu. V prvním kole obsadil první místo se ziskem 28,58 % hlasů, když porazil stávajícího senátora Josefa Kalbáče (23,28 %) za KDU-ČSL a bývalého poslance Miroslava Beneše (22,35 %) za ODS. Ve druhém kole zvítězil s 51,77 % všech platných hlasů a stal se na šest let senátorem. V senátu pracoval jako místopředseda a od roku 2012 také jako předseda Výboru pro záležitosti Evropské unie. V průběhu volebního období přestoupil z klubu ČSSD do Klubu pro obnovu demokracie – KDU-ČSL a nezávislí.
V senátních volbách jej podporoval profesor Jan Švejnar.
Ve volbách do Evropského parlamentu v roce 2014 kandidoval jako nestraník na 5. místě kandidátky strany Republika, ale neuspěl.
V komunálních volbách v roce 2014 obhájil mandát zastupitele města Písku jako nestraník za stranu Republika na kandidátce s názvem "Písecký patrioti – Republika". Původně byl na 4. místě kandidátky, ale díky preferenčním hlasům skončil na prvním místě a zůstal městským zastupitelem (subjekt získal dva mandáty).
Ve volbách do Senátu PČR v roce 2014 obhajoval svůj senátorský mandát za stranu Republika v obvodu č. 12 – Strakonice. Se ziskem 6,90 % hlasů však skončil na 7. místě a nepostoupil tak ani do druhého kola.